# حسان النوري
حسان عبد الله النوري (مواليد 9 فبراير 1960 في دمشق)، هو سياسي سوري ووزير سوري سابق. وحصل على بكالوريوس في الاقتصاد والتجارة من جامعة دمشق عام 1982، ثم ماجستير في الإدارة العامة من جامعة ويسكونسن-ماديسون، ثم دكتوراه في الإدارة العامة من جامعة كينيدي عام 1989. عام 1998 كان النوري عضواً في مجلس الشعب السوري وحتى 2003. شغل كذلك منصب أمين سر غرفة صناعة دمشق. كما عمل وزير دولة لشؤون التنمية الإدارية من 2000 وحتى 2002. كذلك فقد رأس المبادرة الوطنية للتغيير عام 2012.

## مناصبه
- عميد الجامعة الأوروبية لكلية الأعمال في منطقة الشرق الأوسط.
- رئيس مجلس إدارة مركز الدراسات التسويقية والإدارية (MMC).
- المدير الإقليمي للمركز الاستشاري للتنمية الإدارية و بناء القدرات (MDCCB) في جنيف.
- مستشار دولي مجاز في معهد المستشارين الدولي في الولايات المتحدة الأميركية.[3]

## حياته الشخصية
متزوج وله خمسة أولاد.

## الانتخابات الرئاسية السورية 2014
ترشح حسان النوري للانتخابات الرئاسية السورية في 24 أبريل 2014، ليُصبح ثاني مرشح للانتخابات الرئاسية السورية بعد ماهر حجار و قد خسر الانتخابات